# عروق سبيع
عروق سبيع أو رمل عبد الله بن كلاب وهي كثبان رملية بالقرب من محافظة الخُرمة التابعة لمنطقة مكة المكرمة بالمملكة العربية السعودية، تبلغ مساحتها 8,000 كم2 وتمثل 1% من مجمل التجمعات الرملية في المملكة.

## التاريخ
قال عنها الجُغرافي ابن جنيدل: «حينما نتأمل ما ذكره المؤرخون في وصف وتحديد رمل عبد االله بن كلاب نجد أنه تمامًا ينطبق على عروق سبيع، ويعين على تحقيق ذلك أن المياه الواقعة في شرقه لأبي بكر بن كلاب باقية بأسمائها لم تتغير. قال الأصفهاني: الأأرسة ماءة لبني أبي بكر لكعب بن عبد االله وفوق هذا رمل عبد االله بن كلاب وبلادها. ومن بلادها حوضا». وفيها يقول الشاعر الجاهلي:
وينتهي حد عرق سبيع المسمى برملة عبدالله بن ابي كلاب سابقًا عِند المنخره قال ياقوت الحموي:
منخر هضبة ثم تقع في رملة عبد الله [ بن أبي بكر بن كلاب ثم ترد الأخضر بأسفل وادي تربة ثم بيشة إن تياسر 
(معجم وبلاد بني كلاب لفهاد بن هملان السهلي)
يقول الشاعر مسلط بن محماس بن مسيلط القريشي في ابياته:
تلقى لنا في شرقي العرق مصفار تالي بقايا القيض قبل البرادي وبعده لنا في بارد المس مصدار 
من صاقب الجفره جنوب امتدادي
اليا كبد والطيري ونشمل به ايسار 
تلقى لنا حول الرزيزا منــادي 
وتلفي منازلنا ليا سكة القار 
ل قهيب زارع والقنيف المقادي حامين صيد العرق من كل مرار 
بيض النعام وريم ذيك الوهادي 
ويقول بويتل الفريعني  : 
وضحا رعت من خايع العرق مزنه 
ومصيافها من جنب رغوه جثيلهـا

ويقول الشاعر مسعر بن ركاض : 
يالله بنو يجي له رفاريف
تمطر مقاديمه ويرعد عقابه
يالله في نو يجي له رفاريف
جعله على الغرمول ينشي سحابه
والعرق مدهال البكار المشاعيف
والفاطر العرا تمنى جنابه
مدهال صيد فالعثامير ماشيف
لاجاء على الضيحه تكاشف ثيابه
ماهو بمدهال الغنم كل ماصيف
لامرها الشاوي تمنى شرابه 

## الوصف
وهي كثبان رملية ناعمة والبعض منها تتحرك والبعض منها عالية تبداء من الاحياء الشرقية لمحافظة رنية ثم تتجه شمالاً مروراً بمركز ورشة التابع لمحافظة رنية ثم منجم الدويحي التابع لمحافظة الخرمة وينتهي بعد مركز الحوميات التابع لمحافظة عفيف بـ 20 كم ويتخللها سباخي وخباب وبين الحرة ومنطقة العروق يربط وادي سبيع والذي ينحدر من جبال السروات مروراً بتربة ثم محافظة الخرمة وهي منطقة منخفضة ويوجد بها مياه جوفية عذبة بالإضافة لروافد الوادي الأخرى من الشعاب. اما مساحته فهـو يمتد طولاً من الجنوب إلى الشمال يحث يبلغ طوله أكثر 189 كلم تقريباً ومن 30 إلى 55 كلم عرضاً وتبلغ المساحة الاجمالية لرمال عروق سبيع ,000 كيلو متر مربع.